# American Wedding
American Wedding (også kendt som American Pie 3: The Wedding), er en amerikansk komediefilm, der er efterfølger til American Pie og American Pie 2; det er den tredje i American Pie-filmserien. Den blev skrevet af Adam Herz og instrueret af Jesse Dylan. 

## Handling
Personerne fra American Pie og American Pie 2 genforenes for at deltage Jim Levevstein og Michelles bryllup.
Jim Levevstein (Jason Biggs) og Michelle (Alyson Hannigan) skal giftes – hvilket der er arrangeret til at ske inden for meget kort tid. Jims bedstemor (Angela Paton) er nemlig alvorlig syg og hendes største ønske er at se Jim «som en gift mand». Derfor skal det store ske efter to hektiske uger. Stifler (Seann William Scott) stiller op til brylluppet for at score nogle brudepiger, men først skal han arrangere det ultimative polterabend med strippere. Paul Finch (Eddie Kaye Thomas) er helt med på disse hedonistiske ritualer, men han godtager ikke at Steve Stifler skal kapre brudepigen, som viser sig at være Michelles (Alyson Hannigan) sexede søster, Cadence (January Jones).
Alle stresser sig gennem disse hektiske dage, bortset fra Jims far Noah Levenstein (Eugene Levy), der er fuldstændig afslappet, giver gode råd i øst og vest (som ingen vil have), og forbereder sig på den største dag i sit liv.

## Medvirkende
- Jason Biggs ...Jim Levenstein
- Alyson Hannigan ...Michelle Flaherty
- Eugene Levy ...Mr. Levenstein
- Seann William Scott ...Steve Stifler
- Eddie Kaye Thomas ...Paul Finch
- Thomas Ian Griffith ...Kevin Myers
- January Jones ...Cadence Flaherty
- Fred Willard ...Harold Flaherty
- Molly Cheep ...Mrs. Levenstein
- Jennifer Coolidge ...Jeanine Stifler (Stiflers mor)

## Musik
Filmens soundtrack inkluderer sange af Van Morrison, Blue October, The Working Title, Foo Fighters, Feeder, Avril Lavigne, American Hi-Fi, Sum 41, the All-American Rejects, Joseph Arthur, New Found Glory og Hot Action Cop. Badly Drawn Boy og The Libertines har også sange med i filmen. Det er bemærkelsesværdigt at de fleste af de anvendte sange allerede var singler i forvejen.

### Soundtrack
1. Foo Fighters – "Times Like These"
2. Good Charlotte – "The Anthem"
3. New Found Glory – "Forget Everything"
4. Sum 41 – "The Hell Song"
5. The All-American Rejects – "Swing Swing"
6. Avril Lavigne – "I Don't Give"
7. Matt Nathanson – "Laid"
8. American Hi-Fi – "The Art Of Losing"
9. Hot Action Cop – "Fever For The Flava"
10. Gob – "Give Up The Grudge"
11. Sugarcult – "Bouncing Off The Walls"
12. Feeder – "Come Back Around"
13. NU – "Any Other Girl"
14. The Working Title – "Beloved"
15. Blue October – "Calling You"
16. Joseph Arthur – "Honey & The Moon"
17. The Wallflowers – "Into The Mystic"
18. The Libertines – "Time for Heroes"